# Henri Théophile Bouillon
Henri Théophile Bouillon fue un escultor francés, nacido el año 1864 en Saint-Front y fallecido el 1934 en la misma ciudad.

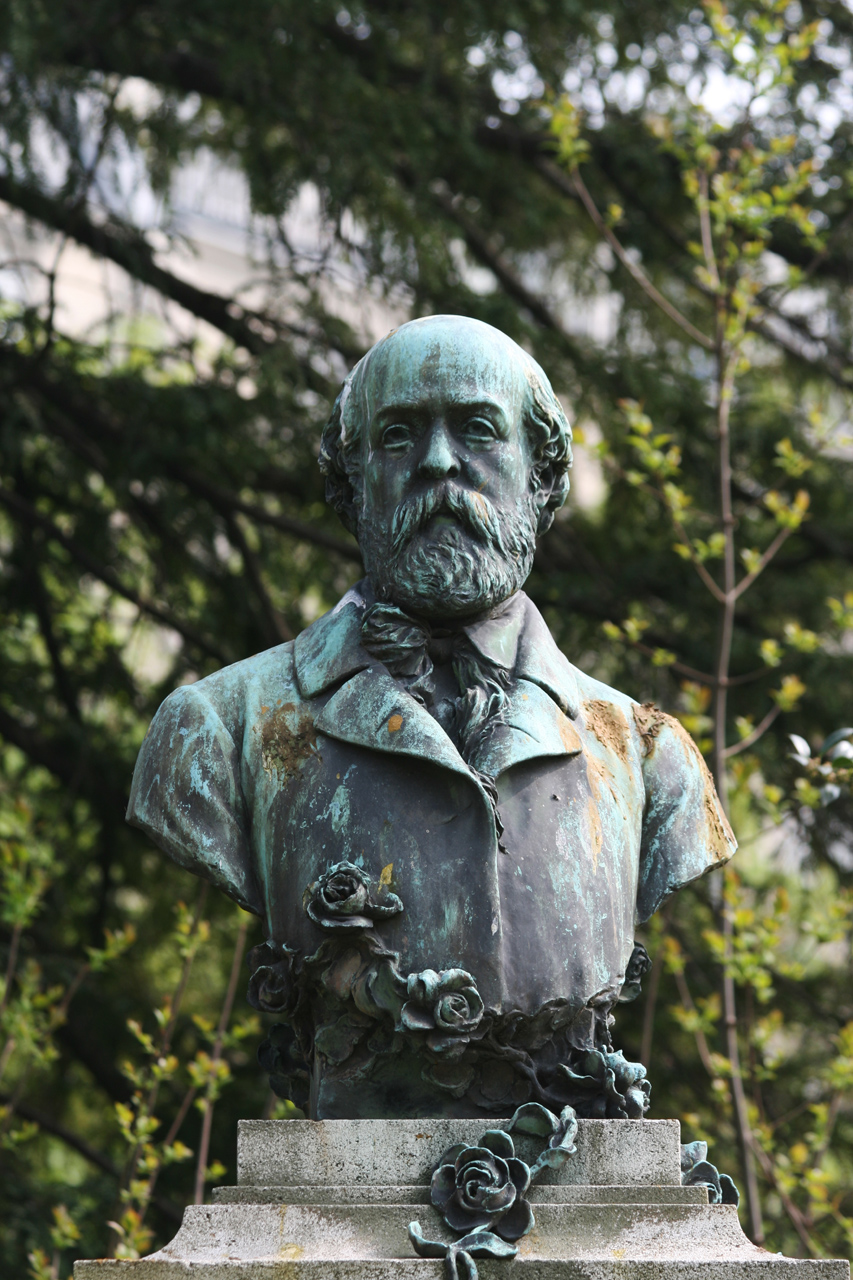
Busto de Henry Murger (1822-1861), jardín del Luxemburgo, París.

## Biografía
Henri Théophile Bouillon nació en la localidad de Saint-Front el año 1864.
Fue alumno del escultor Mercié en París.
En el Salón de la Sociedad de artistas franceses de 1890 presentó la figura de una campesina bajo el título La porteuse de soupe aux champs  (no. 3162).·
En 1891 hizo un retrato de su padre, se trata de un busto de medio cuerpo, que se conserva en el Museo de Bellas Artes de Burdeos. En el salón de París de ese año, figuró el busto del caricaturista Jules Baric.
En 1892 presentó el busto en mármol de Joseph Ignace Guillotin, que fue adquirido por el estado francés y se conserva en la sala del Juego de Pelota de Versalles. Ese mismo año 1892, en el Salón de la Sociedad de artistas franceses, presentó el yeso del Amor huyendo de la Miseria (no. 2336).
En el Salón de 1894, presentó dos obras: Amor huyendo de la pobreza y El nido en duelo.
En el Salón de 1895 presentó la figura de la campesina portadora de sopa , obra que fue adquirida por el Estado para el Museo de Poitiers.· También hizo el bronce del monumento a Henri Murger, para el jardín del Luxemburgo.
De 1896 es la obra titulada Coupeur de lys.· Obra que ha sido editada en bronce de 60 centímetros de alto y que representa a un adolescente con una pequeña hoz cortando una flor de lis. La escultura en bronce de 120 centímetros de alto, que se conservaba en el Museo de Bellas Artes de Burdeos fue destruida.
En 1897 presentó en el Salón el bronce de Amor huyendo de la pobreza, obra que estuvo presente también en la Exposición Universal de París (1900) (no.75-2).
En 1910 el estado francés le encargó el busto del poeta Jean Moréas.
Retirado a su villa natal de Saint-Front en Charente falleció el año 1934, a los 70 años
Su viuda, la señora Bouillon, donó en 1941 al Museo de Bellas Artes de Burdeos, algunas esculturas; allí se conservan, entre otras, un busto de mujer en bronce., también una edición en bronce de la obra L'amour fuyant la misère fundida en metal por E. Gruet el joven.

## Obras
Entre las obras más conocidas de Henri Théophile Bouillon se incluyen las siguientes (en orden cronológico):
- Busto de Jules Baric (1830-1905). realizado en 1890 y presentado en el Salón de 1891.[6] El busto del dibujante y caricaturista se conserva en el museo Paul Dubois-Alfred Boucher de Nogent-sur-Seine ; el busto está sustentado por una peana formada por tres libros apilados.
- Busto de Bouillon Padre 1891.[5]
- Busto de Joseph Ignace Guillotin, obra de 1892; conservada en la Sala del Jeu de Paume de Versalles. Pertenece a los fondos del Museo de la Historia de Francia de Versalles (fr).

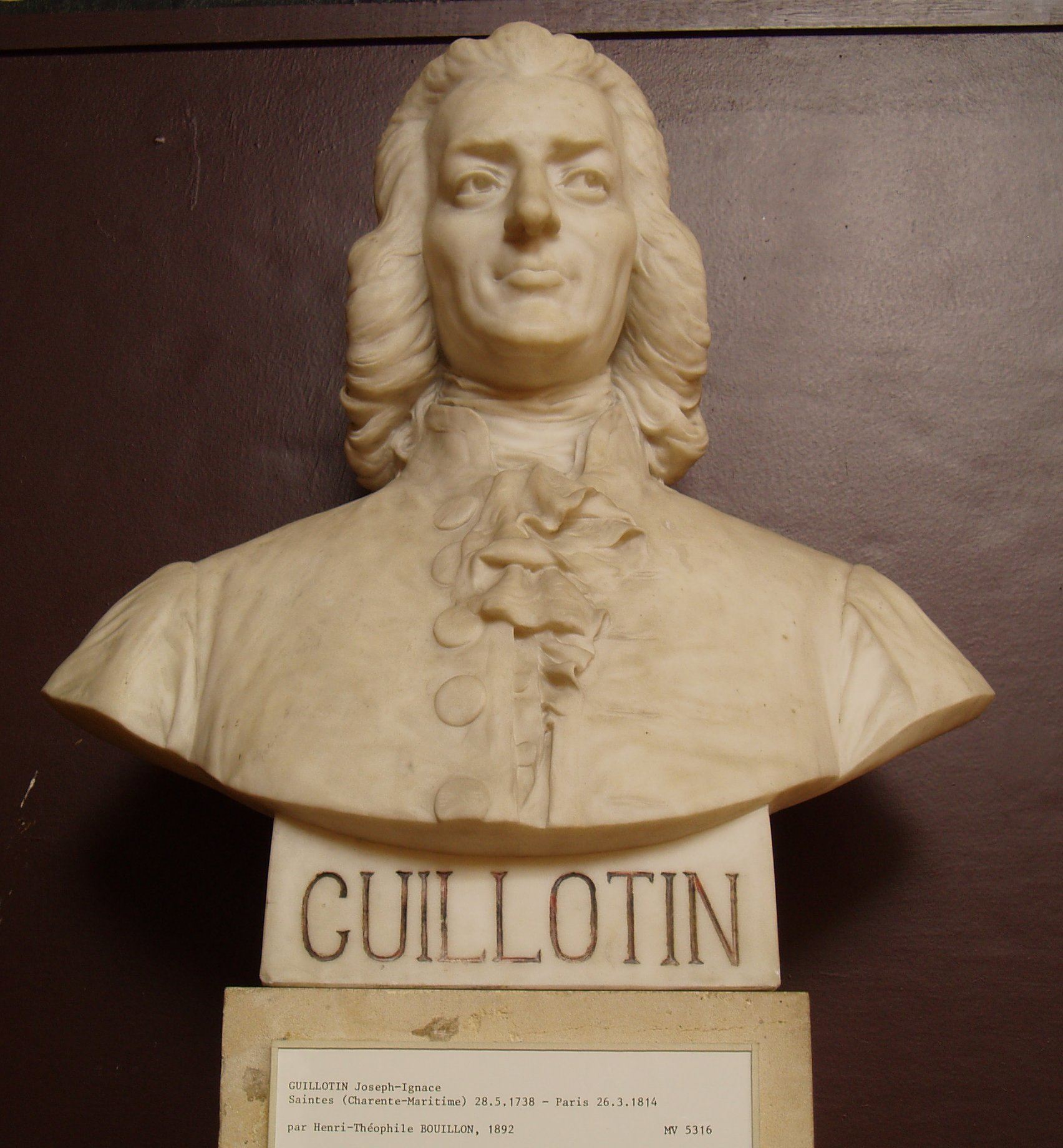

 Pulsar sobre la imagen para ampliar. 
- El Amor huyendo de la Miseria - L'amour fuyant la misère, yeso de 1892; bronce de 1897-1901, figura alegórica profana, expuesta en el Salon des Cent del año 1897, con reseña en el catálogo de las Galeries de la Plume; presente también en la Exposición Universal de París (1900) (no.75-2).[15] edición en bronce con pátina negra conservada en el Museo de Bellas Artes de Burdeos.[14]

- El nido en duelo - Le nid en deuil (1894).[8]

- Monumento de Henry Murger, Columna coronada con el busto en bronce del escritor, obra de 1895, instalada en el jardín del Luxemburgo, París.[1]

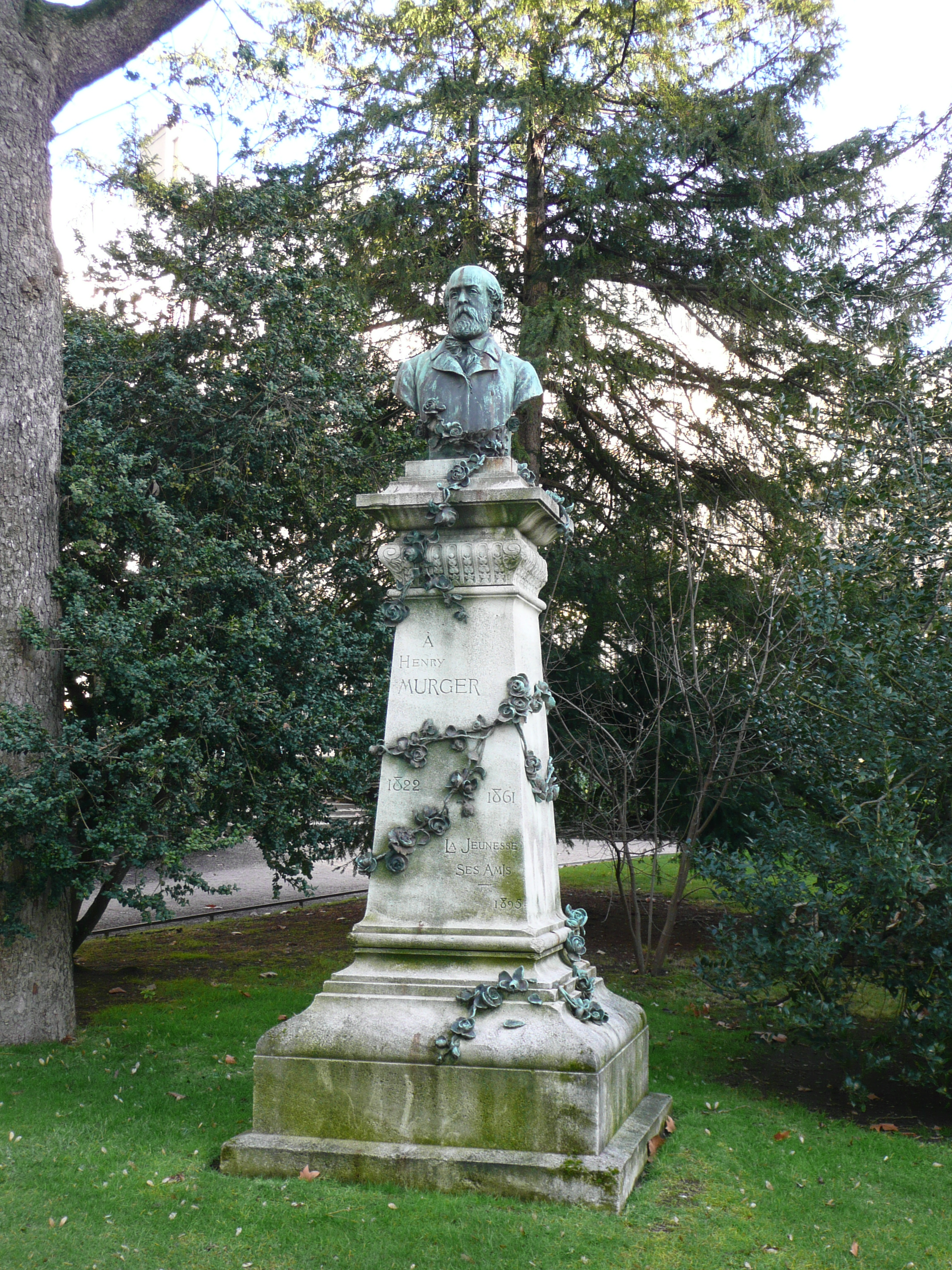
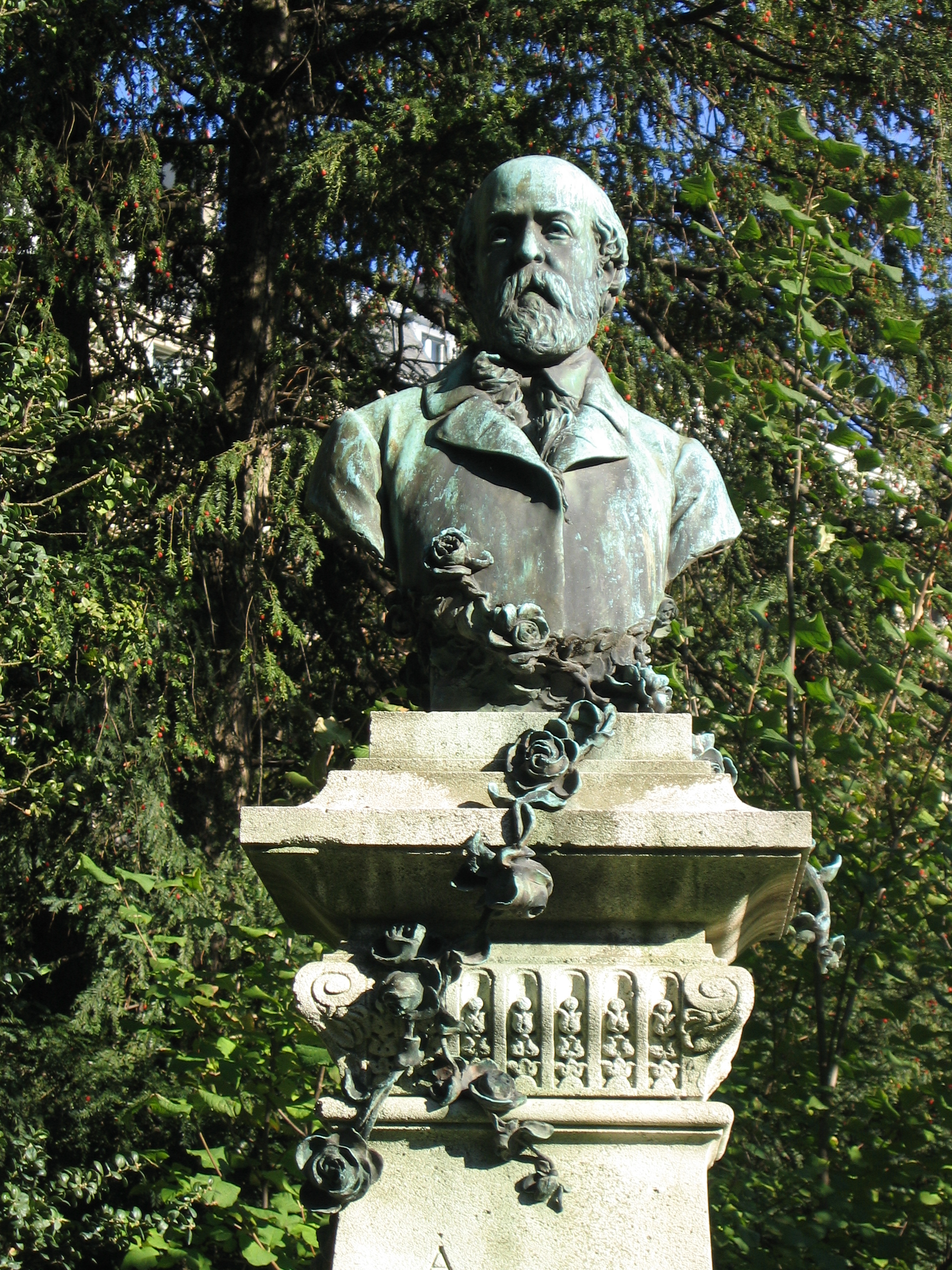
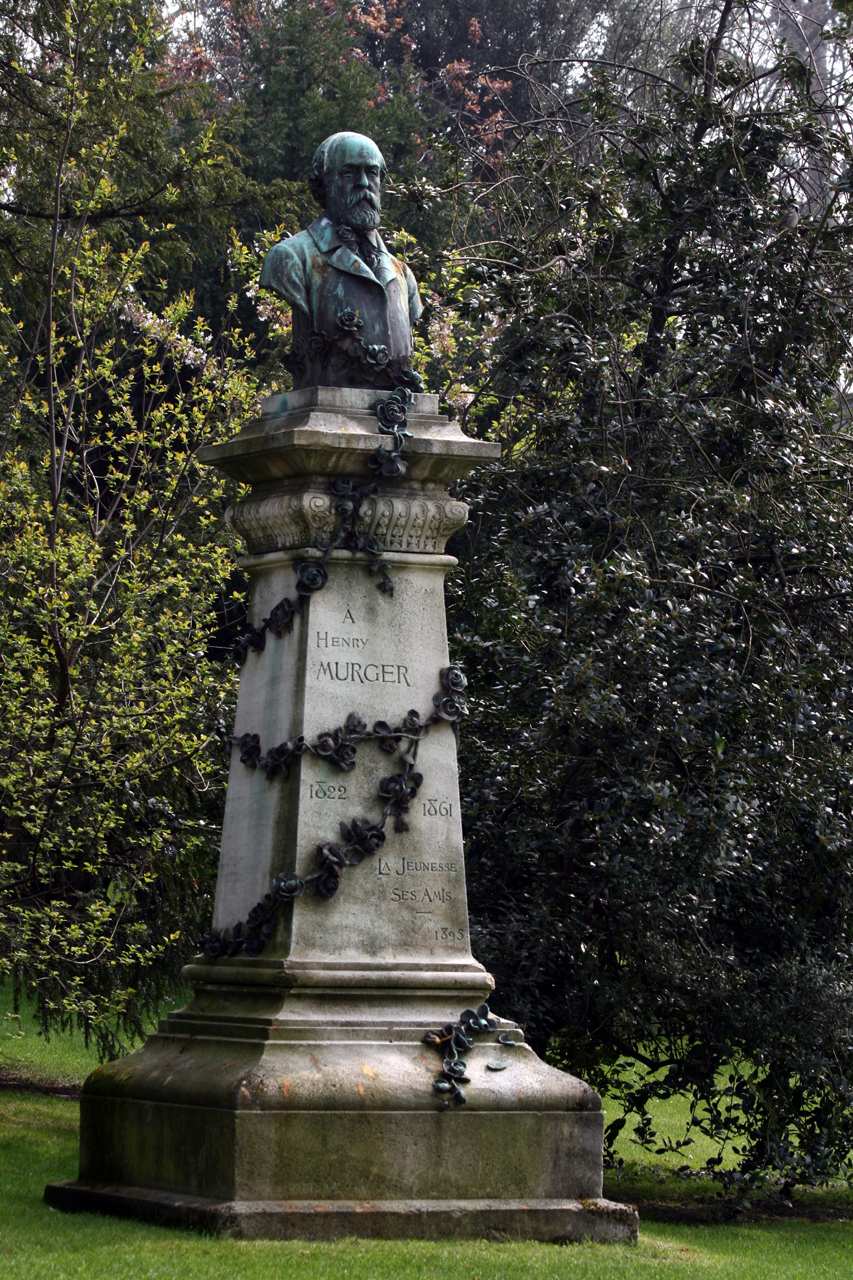

 Pulsar sobre la imagen para ampliar. 
- La portadora de sopa en los campos - La porteuse de soupe aux champs  1895 -1898.[3] figura de bronce de una campesina llevando un caldero en su mano derecha y una forca sobre el hombro en la izquierda.[4] El bronce se conserva en el museo de Angulema.[16]·[nota 1]

- Busto de mujer. Bronce en el Museo de Bellas Artes de Burdeos (hacia 1900-1910).[13]

- Busto del poeta Jean Moréas - 1910[12]